# چارلز الینگتون
چارلز الینگتون (انگلیسی: Charles Ellington؛ زادهٔ ۳۱ دسامبر ۱۹۵۲) یک دانشمند در زمینه سینماتیک، آیرودینامیک، حشره‌شناسی، جانورشناسی اهل بریتانیا است. 